# Gaius Sextius Calvinus (Redner)
Gaius Sextius Calvinus war ein Politiker und Redner in der späten römischen Republik.
Er war vermutlich der Sohn des gleichnamigen Konsuls von 124 v. Chr. Vielleicht ist er zu identifizieren mit dem für das Jahr 111 v. Chr. erwähnten Quästor Sextius. Besser gesichert ist seine Prätur, wohl im Jahr 92 v. Chr. Eine Inschrift gibt an, dass er auf Beschluss des Senats den Altar einer unbekannten Gottheit auf dem Palatin wiederherstellte; allerdings ist die Identifizierung nicht vollkommen sicher.
Sextius Calvinus wird von Marcus Tullius Cicero unter die bedeutenden Redner der römischen Geschichte gerechnet. Seine Blütezeit lag während Ciceros Kindheit in den 90er Jahren v. Chr. Laut Cicero war Sextius ein Gegner des Lucius Appuleius Saturninus und Freund des Gaius Iulius Caesar Strabo Vopiscus.